# 张仲先
张仲先（1926年1月—2022年3月5日），原名張澤民，男，山东临城（今微山）人，中国人民解放军将领、中国人民解放军中将，曾任广州军区政治委员。

## 生平
1940年参加革命，同年参加八路军。1941年5月加入中國共產黨。
曾参加抗日战争（鲁南地区战役战斗）、解放战争（梅河口、公主屯、锦州、海南岛等战役战斗）、抗美援朝战争（第一至第五次战役、板门店地区守备战、西海岸防御作战等）。
中华人民共和国成立后，历任营政治教导员，团政治处主任、政委，师政治部副主任、主任、副政委、政委，军政治部副主任、副政委兼政治部主任，吉林省军区副政委、沈阳军区炮兵政委、沈阳军区政治部副主任、广州军区政委等职。
1993年3月至1998年3月任全國人大常委會委員。
2022年3月5日，在广州逝世，享年96岁，官方讣告称他“为部队革命化、现代化、正规化建设作出了贡献”。
是中共十三大、十四大代表，十二届中央委员会候补委员（1985年中国共产党全国代表会议增选）、十三届中央委员会委员，第八届全国人大常委会委员。
曾荣获三级独立自由勋章、三级解放勋章和中国人民解放军独立功勋荣誉章。

## 军衔
1988年，授予中国人民解放军中将。